# Венанго Тауншип (округ Ері, Пенсільванія)
Венанго Тауншип (англ. Venango Township) — селище (англ. township) в США, в окрузі Ері штату Пенсільванія. Населення — 2256 осіб (2020).

## Демографія
Згідно з переписом 2010 року, у селищі мешкало 2297 осіб у 824 домогосподарствах у складі 663 родин. Було 873 помешкання
Расовий склад населення:
| - 98,6 % — білих - 0,2 % — корінних американців - 0,2 % — чорних або афроамериканців - 0,2 % — азіатів |

До двох чи більше рас належало 0,7 %. Частка іспаномовних становила 0,4 % від усіх жителів.
За віковим діапазоном населення розподілялося таким чином: 23,2 % — особи молодші 18 років, 64,8 % — особи у віці 18—64 років, 12,0 % — особи у віці 65 років та старші. Медіана віку мешканця становила 42,3 року. На 100 осіб жіночої статі у селищі припадало 104,0 чоловіків;  на 100 жінок у віці від 18 років та старших — 103,7 чоловіків також старших 18 років.
Середній дохід на одне домашнє господарство  становив 78 483 долари США (медіана — 64 806), а середній дохід на одну сім'ю — 86 087 доларів (медіана — 74 531). Медіана доходів становила 50 852 долари для чоловіків та 38 523 долари для жінок. За межею бідності перебувало 5,7 % осіб, у тому числі 5,4 % дітей у віці до 18 років та 3,0 % осіб у віці 65 років та старших.
Цивільне працевлаштоване населення становило 1139 осіб. Основні галузі зайнятості: освіта, охорона здоров'я та соціальна допомога — 29,5 %, виробництво — 20,5 %, мистецтво, розваги та відпочинок — 8,8 %, роздрібна торгівля — 6,6 %.